# Corpo Médico da SS

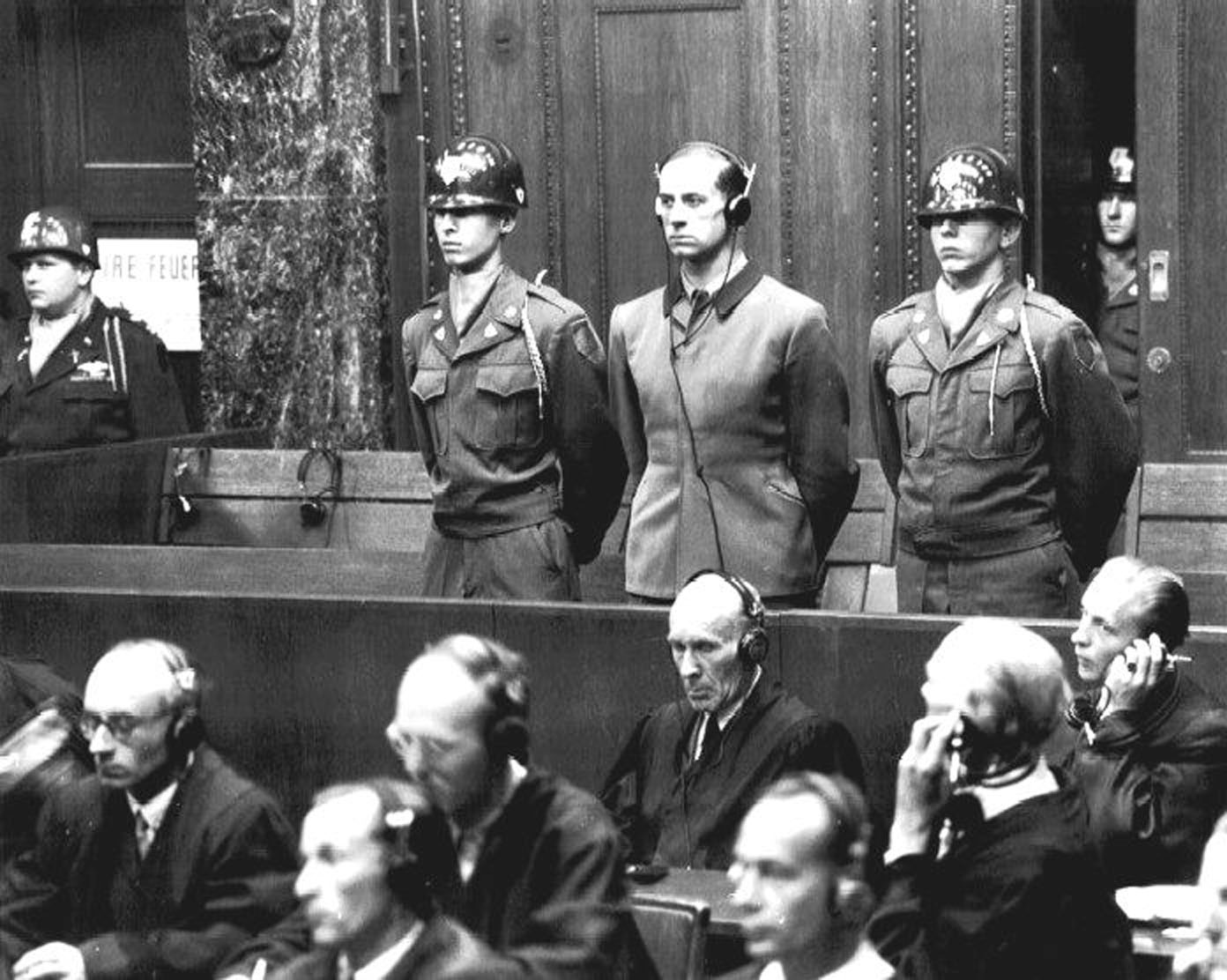
O Tribunal de Crimes de Guerra dos EUA sentenciou o médico pessoal de Adolf Hitler, Karl Brandt, de 43 anos, no Julgamento dos Médicos em agosto de 1947. Foi condenado por "usar" prisioneiros dos campos de concentração como cobaias em experimentos médicos.

O Corpo Médico da SS era uma formação de médicos profissionais que prestavam seus serviços para a SS, incluindo experiências e o desenvolvimento de diferentes métodos de assassinato de prisioneiros. Os membros do Corpo Médico da SS também serviram na linha de frente com a Waffen-SS como pessoal de apoio, praticando medicina de campo em membros feridos da SS.

## Origem
As primeiras unidades do Corpo Médico da SS começaram a aparecer na década de 1930. Pequenas divisões de pessoal da SS designado para tarefas médicas eram conhecidas inicialmente como Sanitätsstaffel. Essas formações eram originalmente pequenas unidades sob o comando de líderes SS locais. Depois de 1931, a SS formou um escritório central conhecido como Amt V, que serviu como o escritório central das unidades médicas da SS. Ao mesmo tempo, uma unidade especial SS foi formada, conhecida como Röntgensturmbann SS-HA, ou Batalhão de Raios-X Hauptamt. Essa formação era composta por 350 funcionários da SS em tempo integral que percorriam a Alemanha oferecendo diagnósticos de raios-X a qualquer membro da SS. Enquanto o Röntgensturmbann era um escritório independente, o Sanitätsstaffel local estava sob o comando duplo do Amt V e dos líderes dos vários SS-Sturmbann e Standarten. Dentro de cada SS-Sturmbann (batalhão), existia uma companhia de pessoal SS cujo dever era servir como pessoal de apoio médico para o resto do batalhão. Eventualmente, essas unidades de apoio se juntaram e formaram o Corpo médico da SS.
Quando os nazistas chegaram ao poder nacional em 1933, a SS foi reorganizada e um escritório do "Cirurgião Geral da SS" foi estabelecido. Esse escritório foi comandado por um SS-Obergruppenführer, parte da equipe pessoal do Reichsführer-SS, fazendo com que o Corpo Médico da SS, como um todo, perdesse o status de sede. Este foi um desenvolvimento importante na mudança da natureza do serviço para os membros dessa formação. Em 1935, o Corpo Médico da SS era considerado um "dever auxiliar", e todos os que ali trabalhavam também estavam vinculados a formações regulares da SS. Para denotar o "status" do corpo médico, a SS autorizou o uso de uma crista em forma de serpente nos remendos do colarinho da insígnia da unidade SS. Como os membros do Corpo Médico da SS agora podiam servir em qualquer ramo da SS, diversos deles ingressaram em outros escritórios da SS, participando de uma variedade de deveres.

## Experimentos em humanos e assassinatos

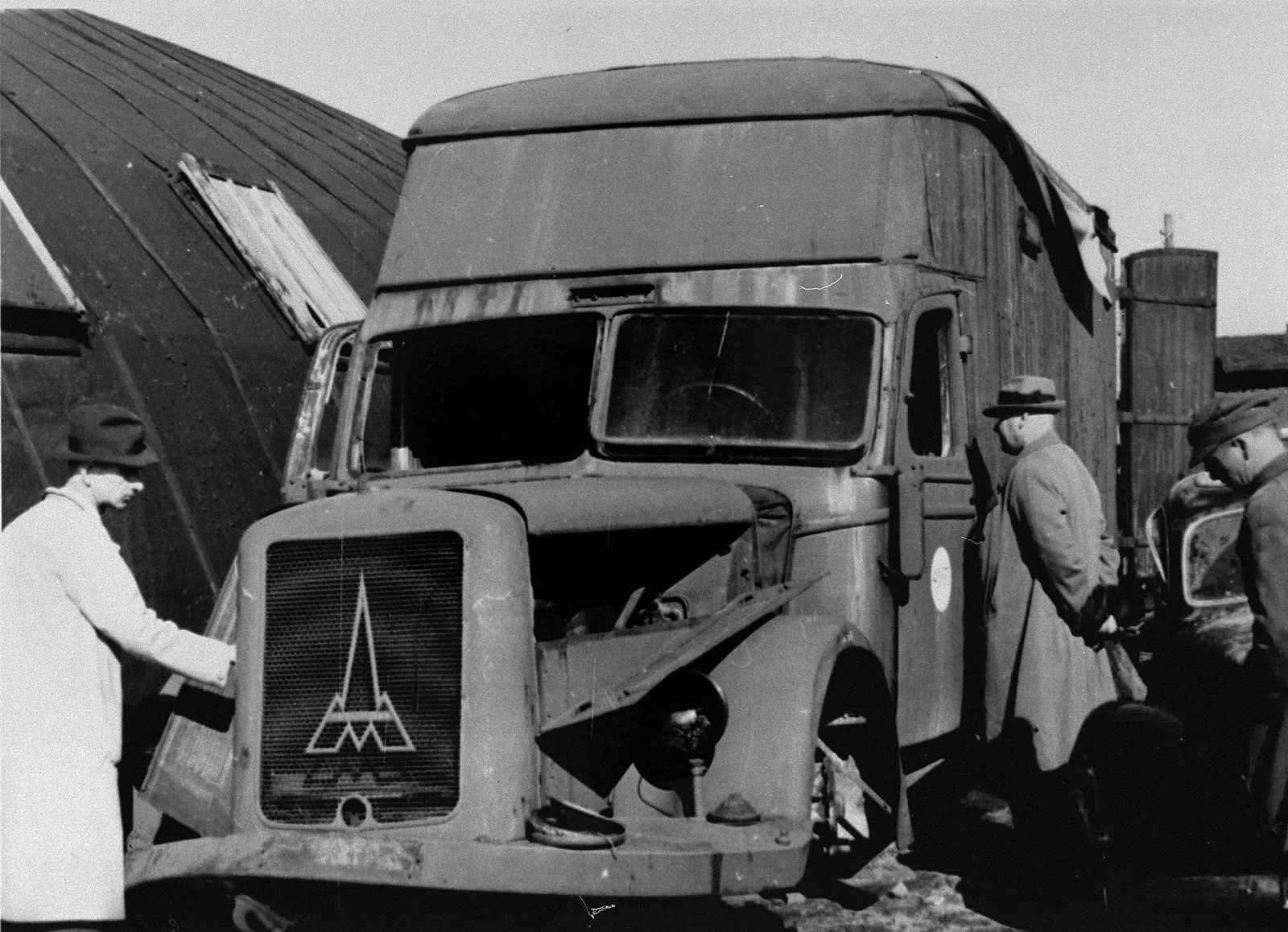
Um Magirus-Deutz alemão danificado em 1945 em Kolno, Polônia. Kolno foi um ponto estratégico para transferir novas vítimas que foram deportadas de Łódź para o campo de extermínio de Chełmno. De acordo com testemunhas oculares, caminhões semelhantes foram usadas pela SS para gaseamento móvel, com escapamento desviado para o reboque (compartimento traseiro).

Entre 1935 e 1938, o Corpo Médico da SS começou a servir a um propósito mais sinistro, com médicos da SS designados para campos de concentração onde se engajaram em uma variedade de experiências médicas humanas indescritivelmente cruéis. Médicos da SS foram chamados em 1936 para ajudar no programa de eutanásia da Alemanha contra deficientes mentais e físicos em um programa conhecido confidencialmente como Aktion T4 (operação T4). Por exemplo, eles ajudaram a desenvolver os primeiros métodos de gaseificação de pacientes usando o monóxido de carbono dos gases de escape dos caminhões. Decorrente de um memorando secreto assinado por Hitler autorizando o assassinato de "comedores inúteis" e pessoas consideradas um fardo econômico para a sociedade alemã em 9 de outubro de 1939, a Operação T4 acabou evoluindo para a Lei de Eutanásia para os Incuráveis III. De acordo com o historiador Götz Aly, os primeiros comandantes dos campos de extermínio de Belzec, Sobibor e Treblinka saíram da Operação T4 e "estavam na sua folha de pagamento".
Em 1938, a SS formou sua própria Academia Médica em Berlim para treinar acadêmicos e médicos que serviriam com a SS-VT, a precursora da Waffen-SS. Os médicos que serviam com a Waffen-SS eram altamente treinados tanto em habilidades médicas quanto em táticas de combate, com muitos desses médicos recebendo altos prêmios de combate. Durante a progressão da guerra, a Waffen-SS tinha uma estrutura em desenvolvimento contínuo para médicos que era altamente complexa, então em agosto de 1943, Himmler uniu todos os ramos médicos da SS e os colocou sob o comando do Reicharzt-SS Ernst-Robert Grawitz, muito parecido com o Cirurgião-Geral do exército.
Muitas vezes, o pessoal das unidades médicas da SS desempenhava funções não tipicamente associadas à medicina tradicional, pois sua principal responsabilidade, uma vez que a guerra começou, era nada menos do que o genocídio médico institucionalizado de qualquer um considerado inimigo do regime nazista. Pessoas consideradas inferiores ou indesejáveis tornaram-se cobaias humanas e foram exploradas para pesquisas científicas por médicos da SS enquanto realizavam experimentos desumanos nos campos. Dos experimentos em humanos, os mais notórios que ocorreram no campo de concentração de Dachau e Auschwitz atingiram seu apogeu durante a guerra. Eles variaram de vivissecções, esterilizações, pesquisa de doenças infecciosas, experimentos de congelamento, bem como muitos outros procedimentos médicos excruciantes, muitas vezes realizados sem anestesia. Durante este período de tempo um dos médicos mais infames da SS, Doutor Josef Mengele, serviu como Diretor Médico de Auschwitz e foi responsável pelas seleções diárias das câmaras de gás, bem como por experimentos brutais (incluindo aqueles em gêmeos humanos).

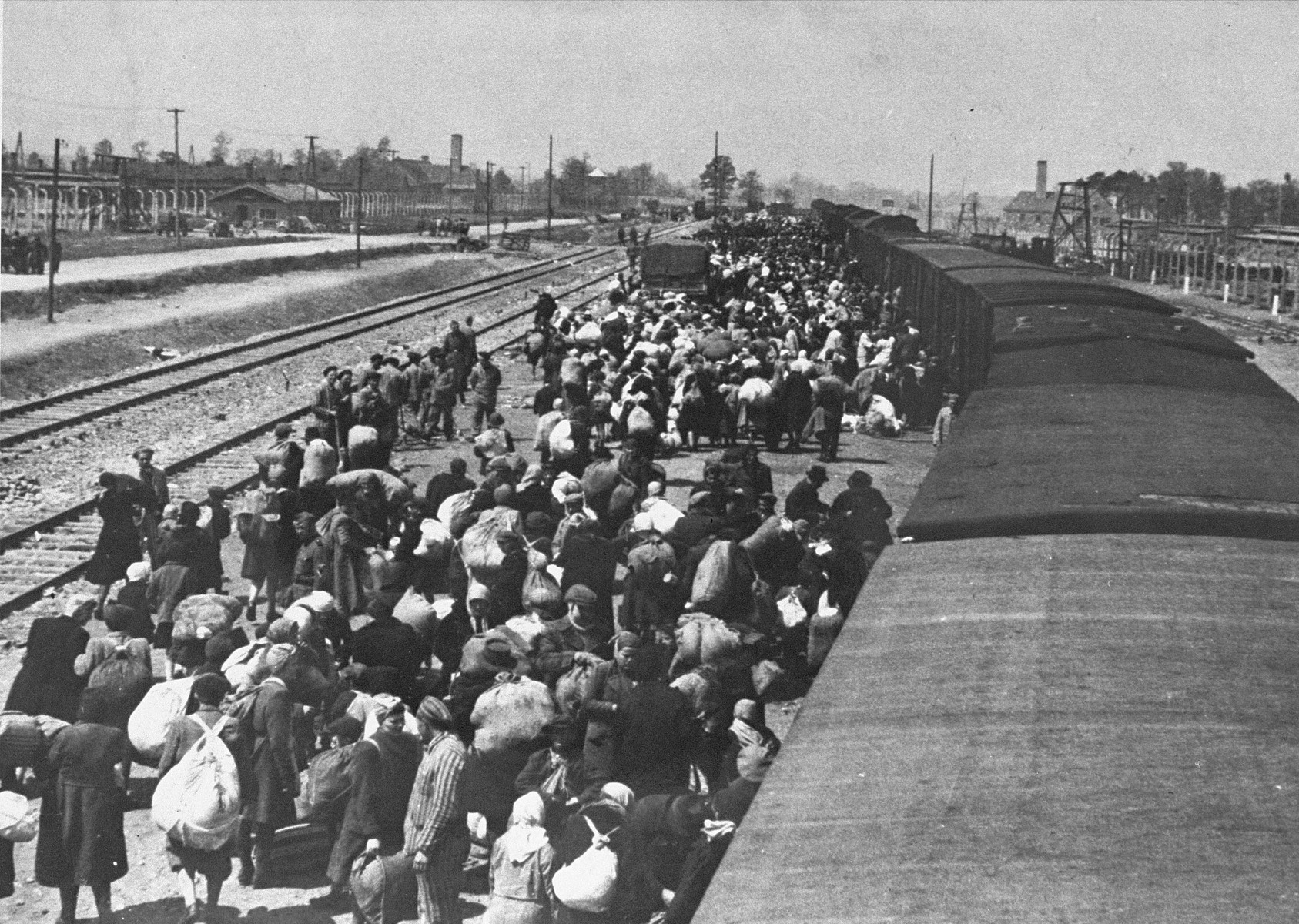
Maio de 1944 - Judeus da Transcarpátia chegam a Auschwitz-Birkenau

Outra função que os médicos da SS serviam era maximizar a utilidade econômica do trabalho escravo nos campos de concentração, auxiliando a indústria da SS e a causa nazista por meio da exploração de pessoas e recursos. Nessa linha, em dezembro de 1942, o SS - Gruppenführer Richard Glücks (inspetor de campos de concentração) enviou uma diretriz aos médicos do campo dizendo-lhes que: "O melhor médico em um campo de concentração é aquele médico que detém a capacidade de trabalho entre os presos no mais alto nível. Ele faz isso através da vigilância e substituindo [os doentes ou feridos] em postos de trabalho individuais.

## Julgamento de Nuremberg
Em 1945, após a rendição da Alemanha, a SS foi declarada uma organização criminosa ilegal no julgamento de Nuremberg. Os médicos da SS, em particular, foram marcados como criminosos de guerra devido à ampla gama de experiências médicas humanas que foram realizadas durante a Segunda Guerra Mundial, bem como o papel que os médicos da SS desempenharam nas seleções das câmaras de gás do Holocausto. Acusações posteriores foram feitas contra intelectuais da SS e médicos da SS pelo estado alemão. Muitos médicos da SS, no entanto, nunca foram levados à justiça com figuras como Josef Mengele fugindo para a Argentina enquanto outros médicos da SS retornaram à prática civil na Alemanha sob nomes falsos e, em alguns casos, até mesmo com suas identidades originais. Na antiga Alemanha Oriental, por exemplo, Hermann Voss tornou-se um respeitado anatomista, enquanto Eugen Wannenmacher obteve um cargo como professor na Universidade de Münster e o ex-patrocinador e mentor de Mengele, Dr. Otmar Freiherr von Verschuer, continuou com sua prática médica.